# Pierre-Louis Moreau-Desproux
Pierre-Louis Moreau-Desproux (París, 1727-ibídem, 1794) fue un arquitecto francés. Miembro de la Académie royale d'architecture (1762), maestro general de los edificios de la ciudad de París (1763-1787), recibió el encargo de reconstruir la Opéra después del incendio de 1763 y rehabilitó en esa ocasión las fachadas del Palais-Royal en la calle Saint-Honoré, que se han conservado. Elaboró numerosos proyectos para ceremonias públicas, así como un plan general de reacondicionamiento de la capital (1769). También trabajó para clientes privados, construyendo el hôtel de Chavannes, en el Boulevard (1758-1760, destruido), un manifiesto de «à la Grecque» en París, el pabellón Carré de Baudouin en Ménilmontant (circa 1770), que lanzó la moda de los casas-templo inspiradas en Palladio y la «Chaumière» de Bernardin de Saint-Pierre en Essonnes (1792, destruida).

## Biografía
Miembro de una familia de arquitectos, nieto de Jean Beausire, sobrino de Jean-Baptiste Augustin Beausire y de Laurent Destouches, Pierre-Louis Moreau fue destinado por sus tíos para ocupar después de ellos las funciones de maestro de los edificios de la ciudad de París.

### Formación y viaje a Italia
Sus tíos le hicieron seguir, a mediados de la década de 1740, los cursos de Jean-Laurent Legeay donde tuvo como compañeros a Étienne-Louis Boullée, Charles De Wailly y Marie-Joseph Peyre, este íltimo con quien estableció una sólida amistad; durante sus años de estudio, también conoció a Louis-François Trouard y al escultor Augustin Pajou.
Entre 1748 y 1752, Moreau continuó su formación en la Escuela de Artes que había fundado Jacques-François Blondel en 1739. El establecimiento era entonces famoso y tendía a distanciar a los estudiantes de la Académie royale d'architecture, donde se limitaban a pasar concursos. Moreau tuvo allí competidores de alto nivel como Barreau de Chefdeville, Julien-David Le Roy, Peyre l'Aîné, De Wailly, Helin, Louis. Se presentó cuatro años consecutivos sin llegar nunca a obtener el Gran Premio de Roma: obtuvo el tercer premio en 1749 (un «temple de la Paix»), el segundo en 1750 (una «orangerie»), el segundo en 1751 (una «fontaine publique») y el tercero en 1752 (una «façade de palais»). Ganador del primer premio de ese año, su amigo Charles De Wailly le ofreció compartir su pensión en la Académie de France à Rome. El primer arquitecto del Rey, Ange-Jacques Gabriel, intercedió ante el marqués de Marigny, entonces director general de los Bâtiments du Roi:

Es cierto que la proposición de los señores Moreau y Wailly parece contraria al orden establecido en la Escuela de Roma y a los usos de la Academia de Arquitectura, pero los dos sujetos son tan buenos y tan ardientes para perfeccionarse y la amistad entre ellos es tan fuerte y tan propicia para hacerles que progresen rápidamente que hay más a ganar en la escuela que a perder por un defecto de formalidad.
Il est vrai que la proposition des sieurs Moreau et de Wailly paraît contraire à l'ordre établi dans l'École de Rome et aux usages de l'Académie d'architecture, mais les deux sujets sont si bons et si ardents pour se perfectionner et l'amitié entre eux si forte et si propre à leur faire faire des progrès rapides qu'il y a plus à gagner à l'École qu'à perdre par un défaut de formalité.
Carta de Ange-Jacques Gabriel al marqués de Marigny, de 24 de septembre de 1753.

La tía de Moreau, mme. Beausire, también escribió a Marigny recordándole «son inviolable et respectueux attachement à Madame de Pompadour» su hermana y, de manera excepcional, la Academia aceptó la propuesta. Por lo tanto, los dos jóvenes arquitectos no pasaron en el palacio Mancini los habituales tres años, sino sólo veintidós meses, de enero de 1754 a noviembre de 1756. En Roma, con Marie-Joseph Peyre, decidieron estudiar las termas de Diocleciano. 

Parecen haber sacado de su pensión los salarios de unos pocos cavadores (scavatori). Se instalaron en Chartreux para desarrollar su restitución, que comprendía treinta dibujos. De inmediato, su trabajo fue celebrado; Piranesi y varios académicos se interesaron en ello.
Ils semblent avoir prélevé sur leur pension le salaire de quelques terrassiers (scavatori). Ils s'établirent aux Chartreux pour y mettre au point leur restitution, qui comprenait trente dessins. Aussitôt, leur travail fut célèbre ; Piranèse et plusieurs érudits s'y intéressèrent.
Michel Gallet, Les Architectes français du XVIIIe siècle, p. 371-372.

El abad Barthélemy escribió a comte de Caylus el 25 de enero de 1757: 

Han entrado en los subterráneos, trepado a los tejados, buscado en la tierra hasta donde sus facultades lo han permitido, y me parece que han renovado este sabio método, que es admirado en Desgodets.
Ils sont entrés dans les souterrains, ont grimpé sur les toits, ont fouillé dans la terre autant que leurs facultés ont pu le leur permettre, et ils me paraissent avoir renouvelé cette sage méthode que l'on admire en Desgodets.
Citado por Michel Gallet, Les Architectes français du XVIIIe siècle, p. 372

### Maestro general de los edificios de la ciudad de París

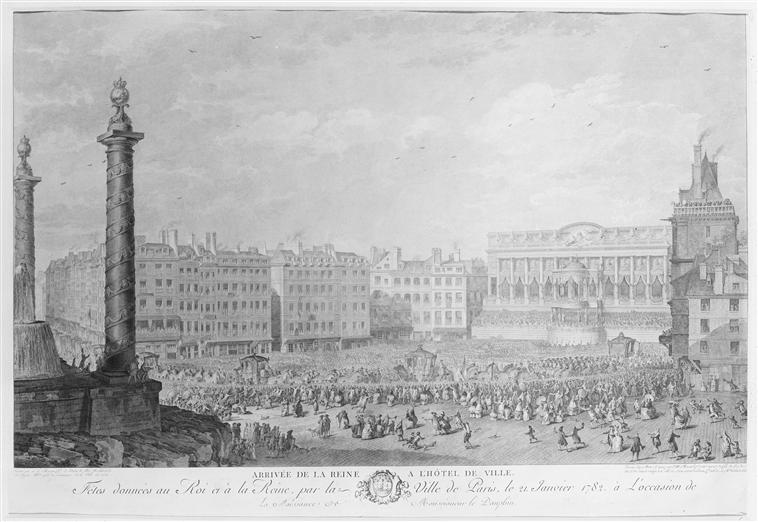
Llegada de la reina Maria Antonieta al Ayuntamiento el 21 de enero de 1782. Grabado de Moreau el Joven. Nótese al fondo de la plaza de Grève la columnata erigida por Moreau-Desproux y en primer plano, hacia el Sena, las dos columnas monumentales que enmarcan un templo de inspiración palladiana.

Una vez de vuelta en París, Moreau-Desproux construyó el hôtel de Chabannes en el boulevard du Temple (1758-1760, destruido), un verdadero manifiesto del estilo «à la Grecque», y uno de los primeros edificios neoclásicos. Ingresó en la Académie royale d'architecture en 1762 y sucedió a su tío Destouches como «maestro general de los edificios de la Ciudad de París» en 1763 («maître général des bâtiments de la Ville de Paris»).
Se casó con Marie-Félicité de La Mothe, con quien tuvo dos hijas que se convirtieron en madame de Fongires y madame de Chézelles.
Como arquitecto de la ciudad, restauró el puente de Notre Dame, construido a principios del siglo XVI por Giovanni Giocondo, y dirigió un dibujo a su colega veneciano Tommaso Temanza, que estaba escribiendo la biografía del monje. Entre 1764 y 1770, reconstruyó la Opéra (destruida en 1781) y las fachadas del primer patio del Palais-Royal. Con este éxito, intentó, sin fortuna, imponerse en 1771 en contra de sus amigos De Wailly y Peyre en la reconstrucción del Théâtre-Français, en el que la ciudad había decidido interesarse.

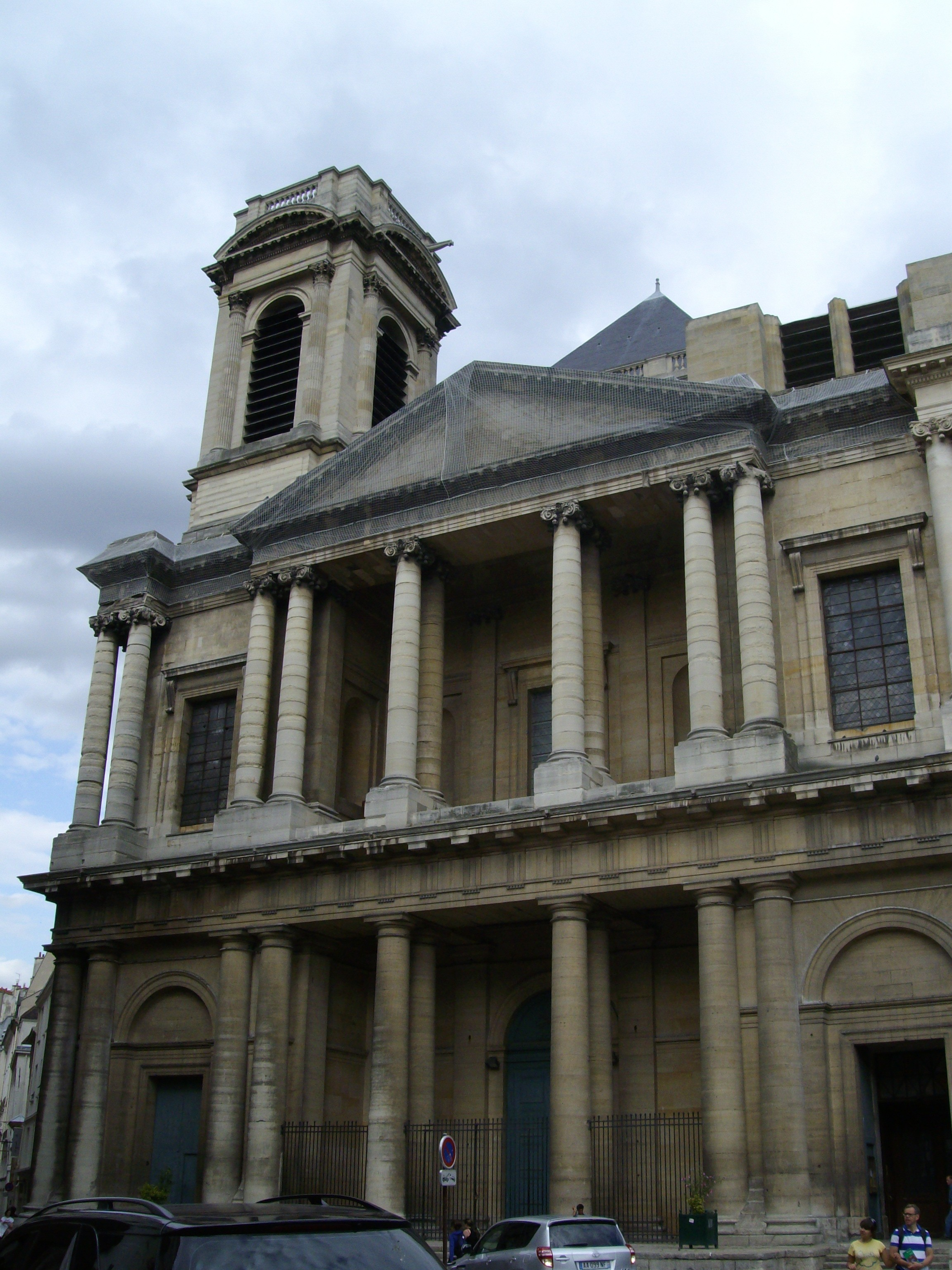
En San Eustaquio, Moreau-Desproux construyó la torre norte y el segundo orden de la portada principal, iniciado por Mansart de Jouy.

Para el duque de Orleans, para quien había trabajado en la construcción de la Opéra en el Palais-Royal, acondicionó una tribuna privada en la iglesia de San Eustaquio. Después de considerar el lugar entre dos pilares del coro, lo disimuló por detrás de la nave lateral izquierda, donde todavía existe. Construyó la capilla de los catecismos, accesible por una escalera construida en el estilo renacentista en el deambulatorio sur, y la capilla de los matrimonios secretos, el portal de la Misericordia que se abresobre el Forum des Halles, el segundo orden del portal principal y la torre norte, que no había podido recibido un colgante. También edificó el actual presbiterio, en la esquina de la rue du Jour y de la rue Montmartre.
El preboste de los comerciantes, Jean-Baptiste de Pontcarré de Viarmes, le encargó en 1762 estudiar las mejoras a realizar en el acondicionamiento del Sena. Acompañado por el conde de Saint-Florentin, secretario de Estado de la Maison du Roi y responsable del departamento de París, y del propio preboste de los comerciantes, el arquitecto presentó a Luis XV el 12 de marzo de 1769 un plan maestro para el desarrollo de París, que fue aprobado por letras patentes de 22 de abril de 1769. El plan preveía la construcción de nuevos muelles en la orilla izquierda, la expansión del parvis Notre-Dame, la construcción de plazas frente a San Eustaquio y el Palais-Royal y la demolición de las casas construidas sobre los puentes.
Como maestro general de los edificios de la ciudad, Moreau-Desproux fue el encargado de ordenar los grandes festivales públicos. Para la paz de 1763, en la plaza Luis XV, iluminó los andamios de los palacios, aún sin terminar, edificados por Gabriel y construyó una isla artificial en el Sena. Para las festividades dadas con motivo del nacimiento del Delfín el 21 de enero de 1782, construyó imponentes arquitecturas temporales, cuya memoria está conservada en cuatro célebres estampas del grabador Moreau le Jeune. En la plaza de Grève, dibujó paralelamente a la actual rue de Rivoli una columnata de orden colosal, hábilmente combinada con una tribuna central, que presagiaba sus proyectos para la reconstrucción del Hotel de Ville. En el Sena, dos columnas gigantes enmarcaban un templo inspirado en la Rotonde de Palladio.
A principios de 1787, con casi sesenta años, renunció a su puesto como maestro general de los edificios de la ciudad en beneficio de su colaborador Bernard Poyet. Le concedieron una pensión vitalicia y conservó el disfrute de una casa, llamada el Pequeño Arsenal de la Ciudad, ubicada en la rue de la Mortellerie.

### Clientela privada
La clientela privada de Moreau-Desproux fueron principalmente familiares de la Casa de Orléans y algunos círculos relacionados con la Ciudad de París.
Trabajó en el hôtel de Luynes y de Chevreuse, rue Saint-Dominique, para Marie Charles Louis d'Albert, duque de Chevreuse, gobernador de la capital. También trabajó para la marquesa de Gontaut-Biron, rue Louis-le-Grand; para Simon Zacharie Palerne de Ladon, tesorero del duque de Orleans, rue Montmartre; para la princesa de Marsan, rue Saint-Dominique; para Louise-Jeanne de Durfort, duquesa de Mazarin, quai Malaquais; para M. de Saint-Julien, rue d'Artois.
Para Nicolas Carré de Baudouin, transformó en 1770 un pabellón en la esquina de la rue des Pyrénées y de la rue de Ménilmontant, que acondiciona con una fachada de inspiración palladiana, lanzando en París la moda de las casas-templos. El edificio se llamó el pavillon Carré de Baudouin.
Construyó los dos hôtels particuliers situados detrás de la columnata del edificio ubicado en la place de la Concorde al oeste de la rue Royale, uno para él y otra para su amigo Rouillé de l'Estang (1775).
En mayo de 1771, el rey otorgó a Moreau-Desproux cartas de nobleza. Estuvo 

mezclado con todo tipo de negocios, tenía intereses en la industria. En 1778, asociado con el notario Richard y el cirujano Pierre Brasdor, dirigió una fábrica donde se laminaba plomo importado de Inglaterra.
mêlé à toutes sortes d'affaires, il avait des intérêts dans l'industrie. En 1778, associé au notaire Richard et au chirurgien Pierre Brasdor, il dirigeait une manufacture où était laminé du plomb importé d'Angleterre.
Arch. nat., E 1546 3.

 Después de dejar la dirección de los edificios de la Ciudad en 1787, se asoció con el arquitecto Jean-Baptiste Chaussard, que era su colega de masonería en la logia de Les Coeurs simples de la estrella polar. Crearon su despacho en la rue de la Monnaie. 

Como algunas sospechas pesaban sobre sus acciones, hizo imprimir en P. H. Nyon, en 1790, una Mémoire pour le sieur Moreau, architecte du Roi et chevalier de son ordre [Memoria para el sieur Moreau, arquitecto del rey y caballero de su orden], del que se conoce un ejemplar en la Biblioteca Británica.
Comme quelque suspicion pesait sur ses agissements, il fit imprimer chez P.H. Nyon, en 1790, un Mémoire pour le sieur Moreau, architecte du Roi et chevalier de son ordre, dont nous ne connaissons qu'un exemplaire, à la British Library.

Su último proyecto fue el de una casa de campo en Essonnes para el famoso escritor Bernardin de Saint-Pierre, un amigo de su cuñado Ducis. Moreau-Desproux luego pasaba su tiempo entre su casa en Fontainebleau, la rue Saint-Merry, y su propiedad de Faverolles. No pudo completar su última obra: denunciado como sospechoso por su sobrino, Jean-Baptiste Toussaint de Beausire, fue encarcelado en Sainte-Pélagie, y a pesar de la intervención de Ducis ante Fouquier-Tinville, fue condenado a la muerte y guillotinado con los« conspiradores de Luxemburgo» el 9 de julio de 1794.

## Trabajos y proyectos principales

### Trabajos para la Villa de París

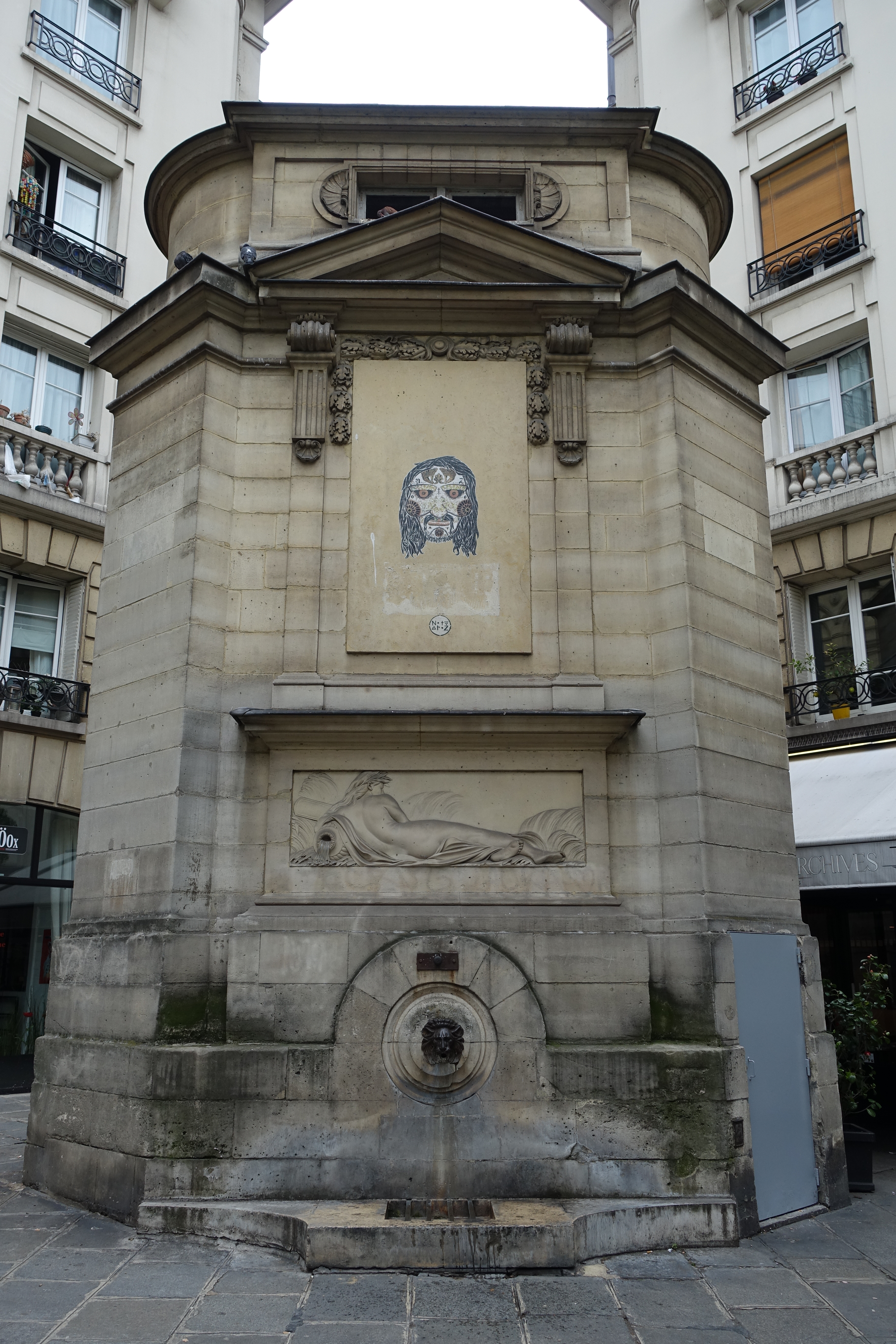
Fuente des Haudriettes (2017)

- Fuente des Haudriettes, esquina de la rue des Archives y de la rue des Haudriettes, París (III Distrito), 1764:[15] construido a expensas del príncipe François de Rohan, reemplazó a la fuente Neuve que databa de 1636. Esta fuente todavía existe pero fue restaurada, notablemente en 1836 por David, y desplazada en 1933 por el ingeniero L.-C. Heckly para ensanchar la calle. De forma trapezoidal y estilo Luis XVI, está decorada con un bajorrelieve de mármol del escultor Pierre-Philippe Mignot, que representa una naïade que se ve de espalda en los juncos.[16] El mascarón representaba la cabeza de un león escupiendo agua que provenía originalmente de Belleville.[17]

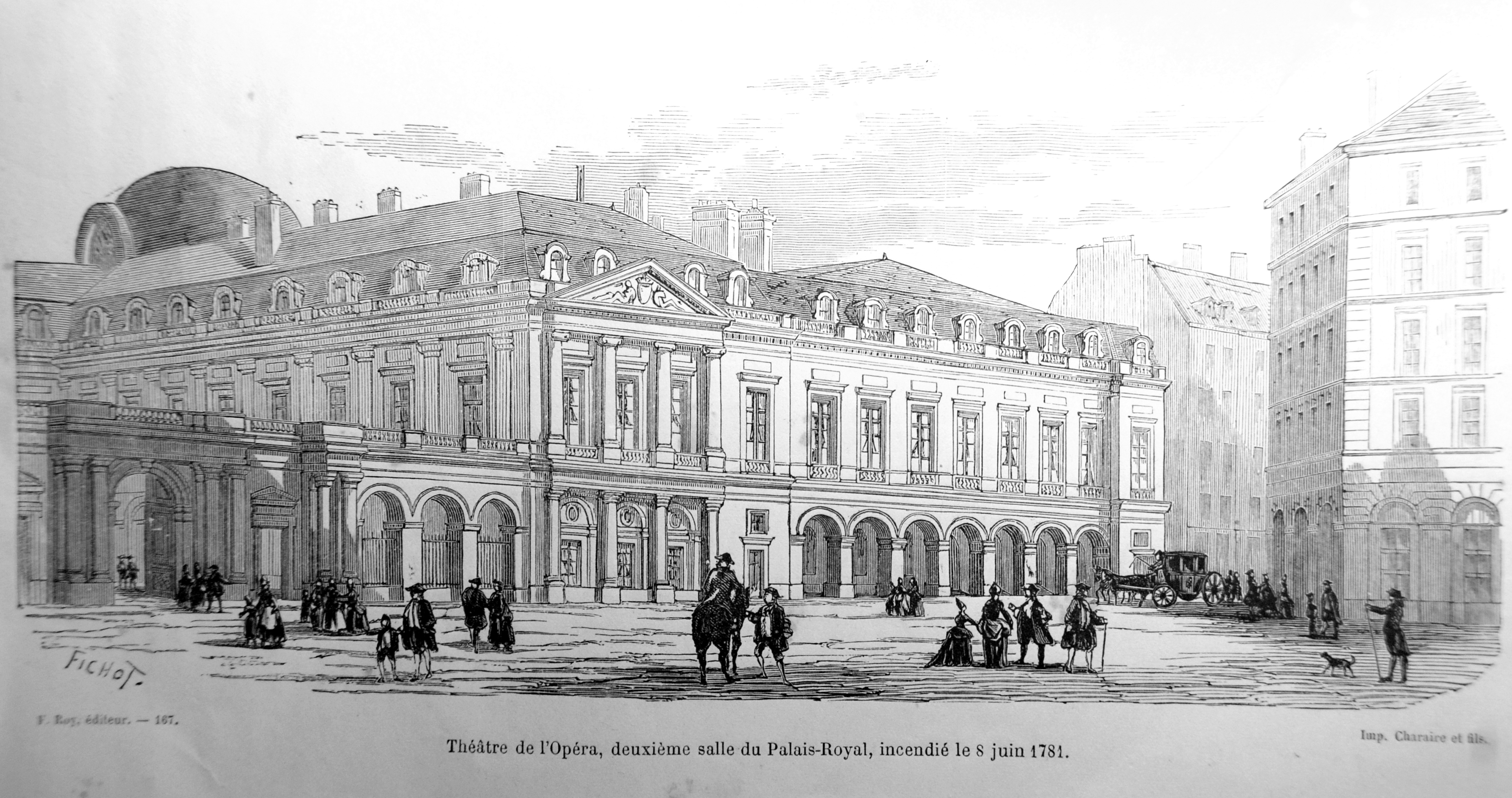
La sala de la Opéra de París en el Palais-Royal.

- Reconstrucción de la Ópera de París en el Palais-Royal (1764-1770), destruida: en 1749, el duque de Orleans había concedido la explotación de la Ópera, que se encontraba en el Palais-Royal, a la ciudad de París. Habiendo sido destruida por un incendio el 6 de abril de 1763, se dirigió a la ciudad para reconstruirla. Luis Felipe I de Orleans convenció a Luis XV que se mantuviese en el Palais-Royal[18] y concluyó el 29 de marzo de 1764 un convenio con el municipio, que previó que los trabajos serían completado en cuatro años. Moreau-Desproux fue comisionado como arquitecto de la ciudad y los realizó en seis años. La reconstrucción tuvo lugar no exactamente en la ubicación anterior,[19] sino a la salida de la actual rue de Valois, después de la compra y destrucción de varias casas. A lo largo de la rue Saint-Honoré, Moreau-Desproux construyó el teatro ligeramente retirado en relación con el palacio con las arcadas de la planta baja que prolongaban el muro que reconstruyó para cerrar el primer patio del palacio, lo que le permitió organizar en el primer piso un vestíbulo con balcón a la calle para los espectadores. La sala, de planta en U, está dispuesta perpendicularmente a la calle, la escena emplazada hacia el patio de Bons-Enfants. Todavía un poco estrecho, podía acomodar a 2000 espectadores y tenía dos cafés y camerinos bastante numerosos para los artistas. El duque de Orleáns y su familia podían acceder directamente desde su palacio a tres palcos de anteescena, cada una con cinco sillones. Según algunas fuentes, las columnas que sostenían estos palcos tenían acanaladuras perforadas para observar la escena y la sala sin ser vistos. Tres depósitos de agua se dispusieron en el ático. La nueva sala de París fue inaugurada el 26 de enero de 1770, el mismo año que la Opéra royal du château de Versailles: las dos salas «bénéficièrent des recherches faites en Italie et du débat qui s'était engagé en France autour des salles de spectacle».[20] Fue destruida a su vez también por un incendio el 8 de junio de 1781.

Reconstrucción de la Ópera de París en el Palais-Royal (1764-1770)
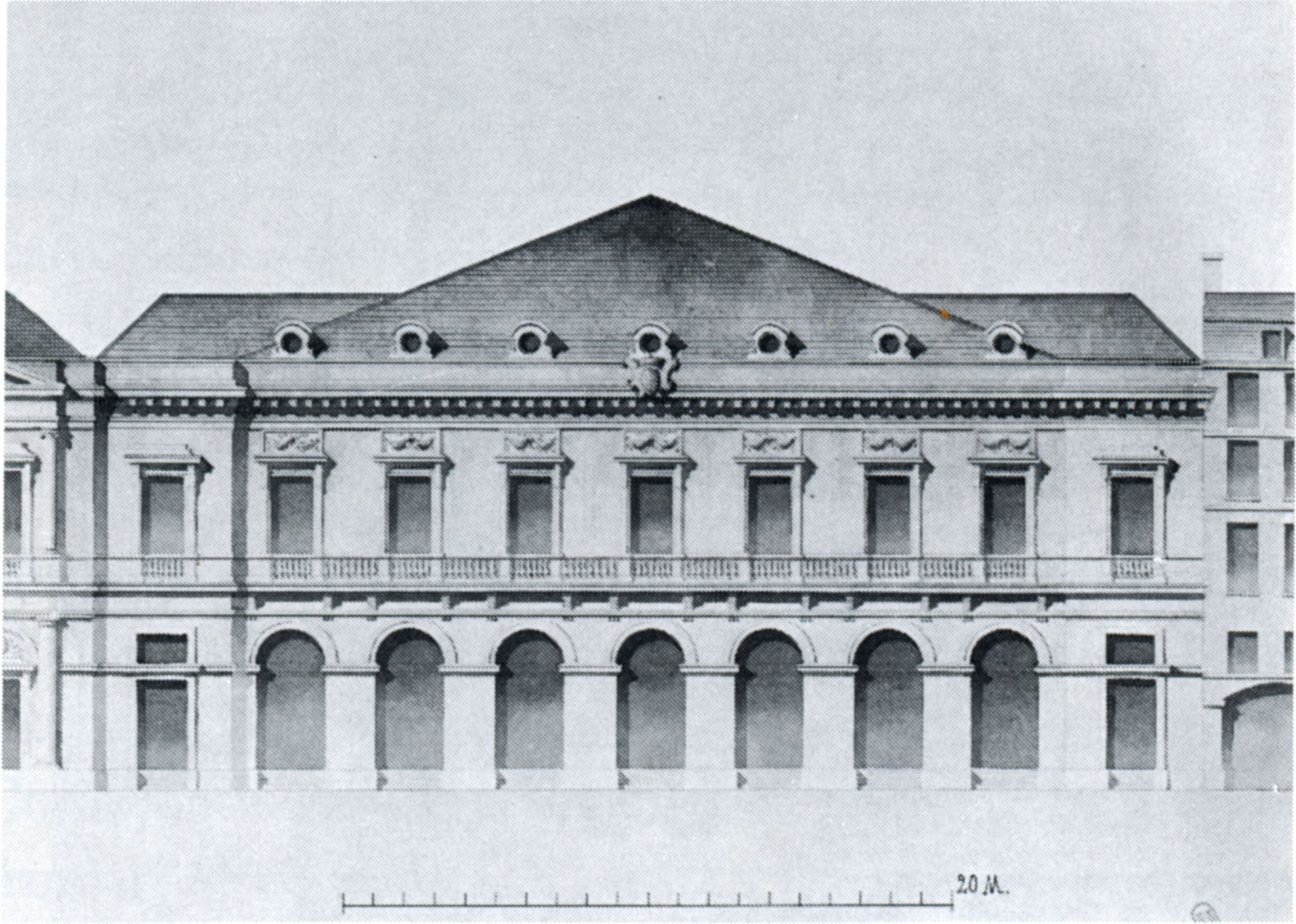
Alzado publicado en Charles Garnier's Paris Opéra: Architectural Empathy and the Renaissance of French Classicism, p. 45. New York: The Architectural History Foundation. Cambridge, Massachusetts: The MIT Press.
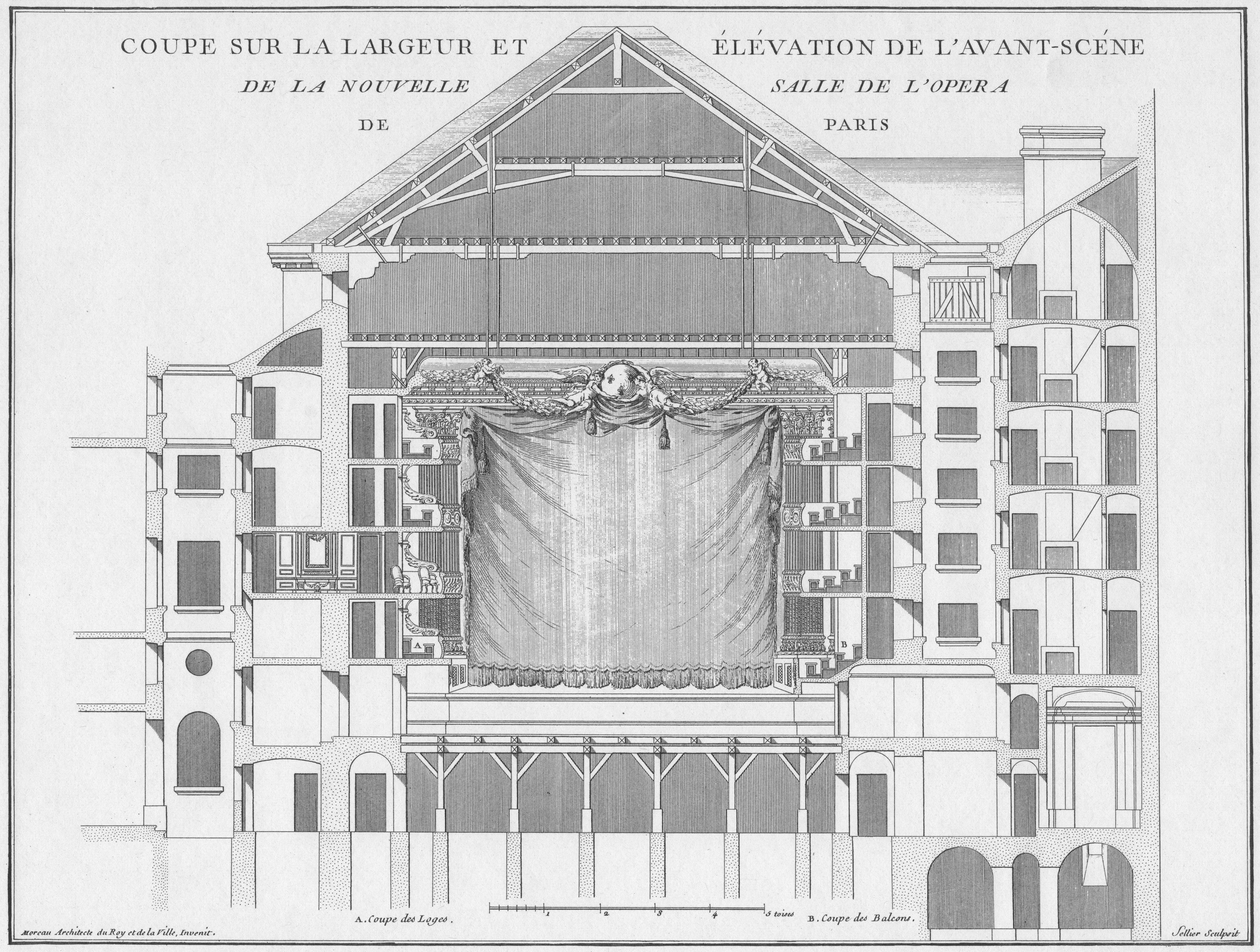
Sección de la sala (publicada en Parallèle de plans des plus belles salles de spectacles d'italie et de France avec des détails de machines théâtrales. Reimpresión: Benjamin Blom, Londres, 1968).
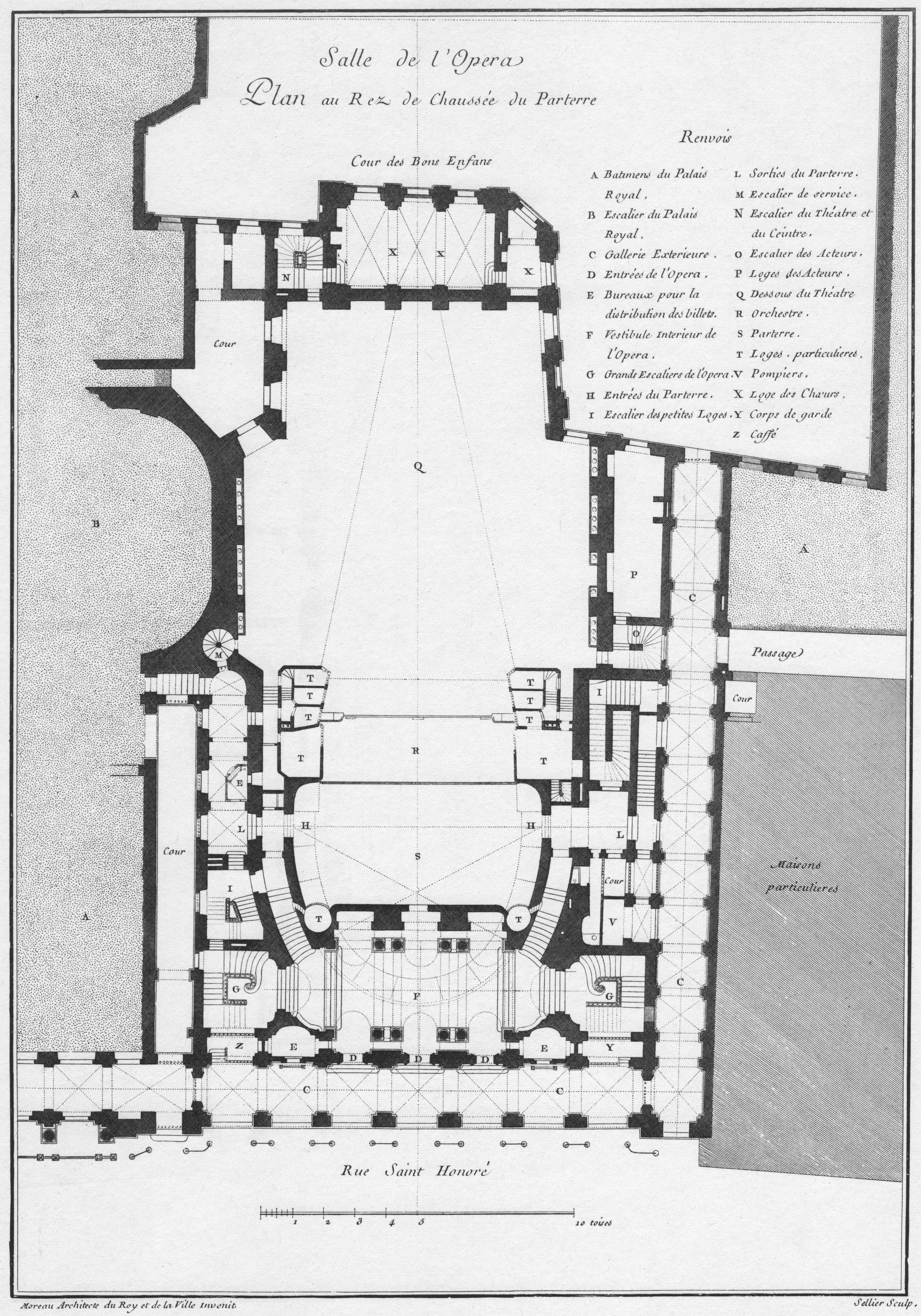
Planta baja (publicada en Parallèle de plans...)
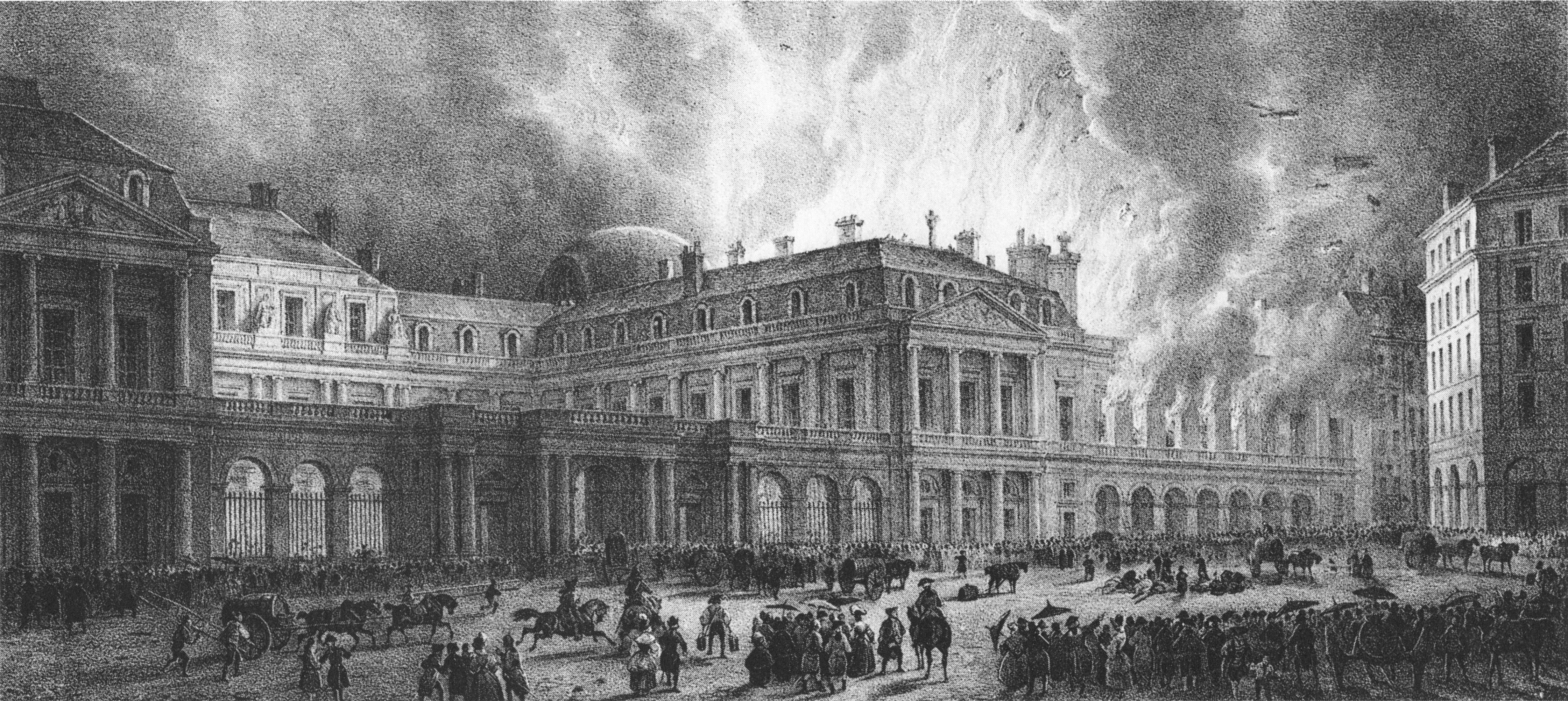
La Ópera incendiada en 1781

### Proyectos privados

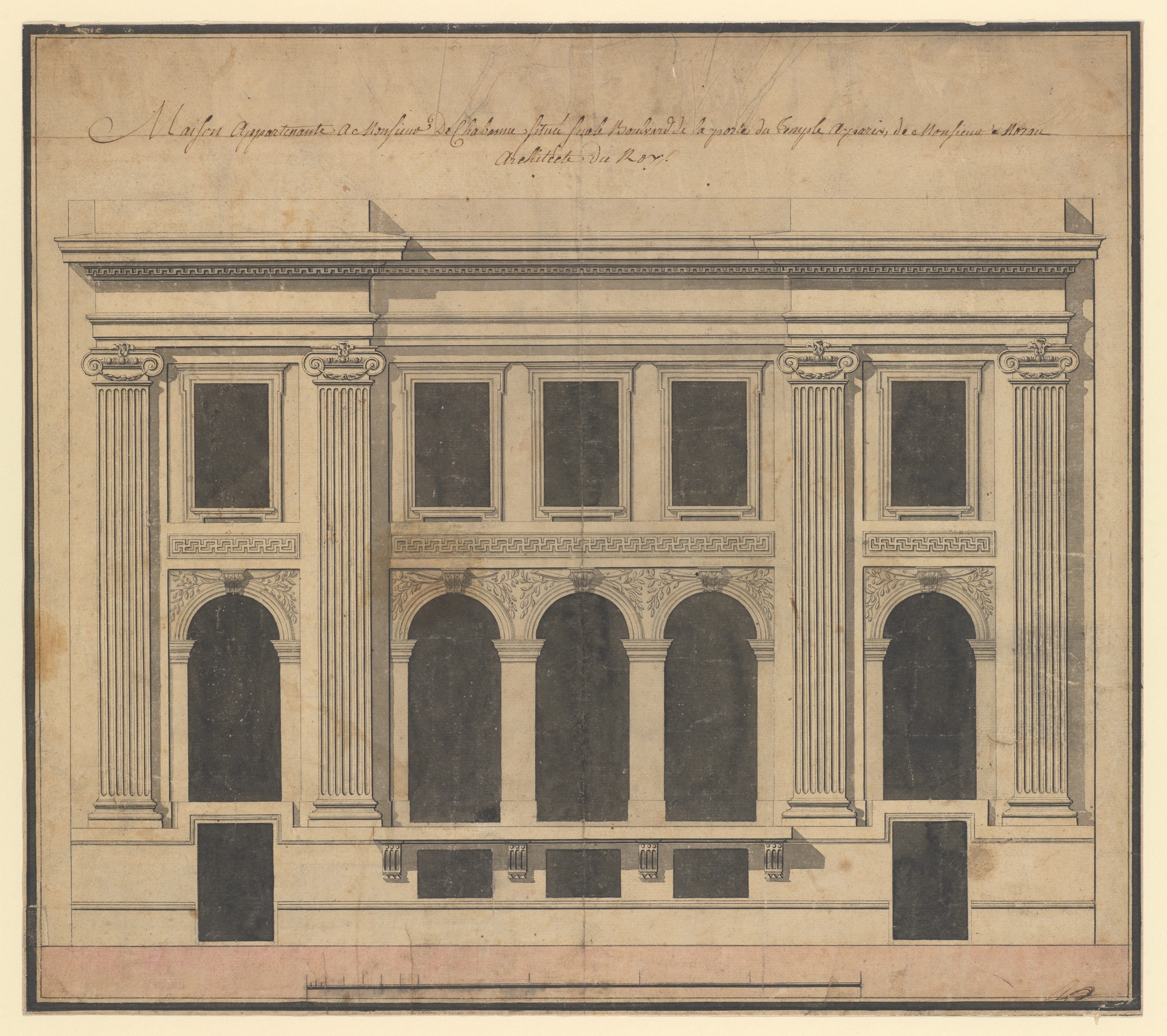
Hôtel de Chavannes (en lo alto del dibujo: "Maison Appartente a Monsieur de Chabanne, située sur le Boulevard de la Porte du Temple à Paris, de Monsieur Moran / Architecte du Roy" (colección Wrightsman)

- Hôtel de Chabannes, boulevard du Temple, París (1758-1760), destruido: Hôtel particulier comenzado en agosto de 1758, construido para Jacques Chabannes, consejero de la segunda cámara de peticiones del Parlamento de París. La fachada del hôtel daba al citado boulevard du Temple. Según Dezallier d'Argenville fue la primera construcción parisina de Moreau-Desproux.[21] Verdadero manifiesto de estilo «à la Grecque», y uno de los primeros edificios neoclásicos, justo cuando Chevotet construía en el otro extremo del Boulevard, el Pavillon de Hanovre, el máximo testimonio del estilo rococó. Bajo la cornisa, el arquitecto había reemplazado los dentículos con frettes y, entre los pisos, había desarrollado un friso de motivos griegos, como estaban haciendo Trouard al mismo tiempo en su casa del faubourg Poissonnière y Chalgrin en su proyecto para el Premio de Roma. El abad Laugier criticó estas innovaciones en 1765 en sus Observations sur l'architecture:

El arquitecto que dio los planos de la casa de M. de Chavanes, en la esquina de la puerta del Templo, mostró al público que en un espacio pequeño es posible ejecutar las cosas a lo grande. Si en lugar de pilastras hubiera puesto columnas. Si el dentículo de la cornisa no fuera de astillas rotas; si el mismo ornamento no se repitiera en el zócalo que separa los pisos; si este plinto fuera removido; si las pancartas de las ventanas de arriba estuvieran conectadas con las de las ventanas de abajo, esta pieza se citaría como modelo. Al igual que él, demuestra el mérito de su autor y anuncia por su parte a un genio hecho para ir a lo grande.
L'architecte qui a donné les plans de la maison de M. de Chavanes, au coin de la porte du Temple, a montré au public qu'on peut dans un petit espace exécuter les choses en grand. Si au lieu de pilastres il avait mis des colonnes. Si le denticule de la corniche n'était pas à bâtons rompus ; si le même ornement n'était pas répété sur la plinthe qui répare les étages ; si cette plinthe était supprimée ; si les bandeaux des fenêtres d'en-haut étaient raccordés avec ceux des fenêtres d'en-bas, ce morceau serait cité comme un modèle. Tel qu'il est il prouve le mérite de son auteur, et annonce de sa part un génie fait pour aller au grand.
Marc-Antoine Laugier

- Hôtel de Luynes et de Chevreuse, rue Saint-Dominique, París (1762-1767),[23] destruido: para Marie Charles Louis d'Albert, duque de Chevreuse, gobernador de París, Moreau-Desproux continuó el trabajo iniciado por Charles Le Franc d'Étrichy después de la muerte de este. Modernizó los grandes apartamentos donde creó la decoración del dormitorio de aparato. El hôtel fue destruido durante la construcción del boulevard Raspail y de la rue de Luynes, las boiseries y la chimenea fueron llevados al hotel Lebaudy, 57 rue François I y, después de la demolición de este hotel, al Museo del Louvre en 1962.[24] El revestimiento de madera y oro blanco, decorado con pilastras jónicas y con jarrones por encima de las puertas, todavía estaban marcados por la influencia de las decoraciones hechas por Contant d'Ivry en el Palais-Royal, pero anuncian ya el estilo Luis XVI.

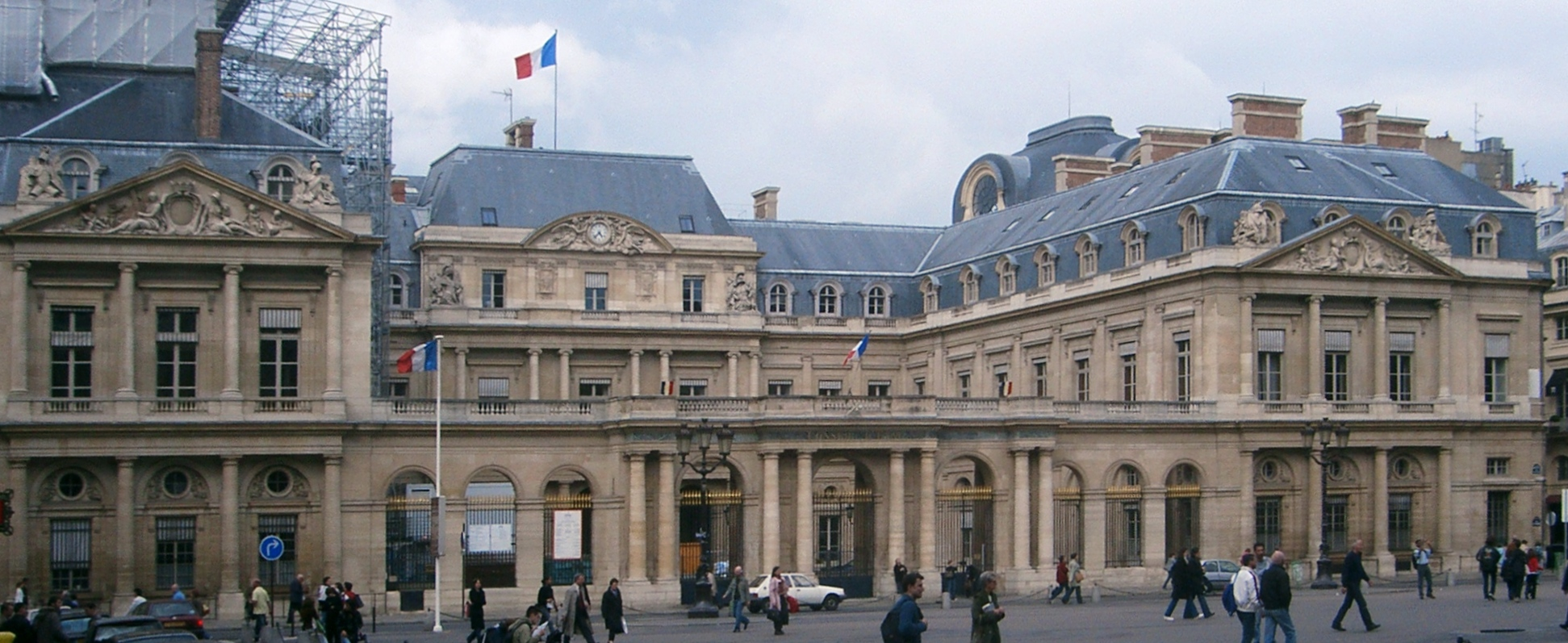
Palais-Royal. Fachadas a la rue Saint-Honoré.

- Reconstrucción parcial del Palais-Royal, 1764-1770: durante la reconstrucción de la Ópera, Moreau-Desproux obtuvo el encargo de hacer una modernización de la parte del Palais-Royal que daba a la rue Saint-Honoré, parcialmente afectada por el incendio de 1763,[25] a la que dio la apariencia que conserva hoy. Amplió el patio, ahora llamado «cour de l'Horloge» ('Patio del Reloj'), reconstruyendo el ala este en la extensión del ala existente en la rue de Valois, rehabilitó todas las fachadas, derribó el edificio sobre la calle reemplazandolo por un muro perforado con arcadas, prefigurando la disposición posteriormente adoptada por Chalgrin en el hôtel de Saint-Florentin y por Pierre Rousseau en el hôtel de Salm.

La ornamentación es armoniosa, correcta, sin osadía. La superposición de órdenes y de áticos a la Mansart pertenece a la tradición francesa; pero al reemplazar el antiguo edificio de la calle Saint-Honoré con una simple pared, ritmado por columnas y atravesado por arcadas, Moreau le dio al palacio una especie de transparencia y respondió al deseo de popularidad que animaba a los Orléans, mientras que el rey, su primo, era percibido por los parisinos como un gran ausente.
L'habillage est harmonieux, correct, sans audace. La superposition des ordres et des combles à la Mansart appartiennent à la tradition française ; mais en remplaçant l'ancien bâtiment sur la rue Saint-Honoré par un simple mur, rythmé de colonnes et percé d'arcades, Moreau a donné au palais une sorte de transparence et répondu au désir de popularité qui animait les Orléans, alors que le roi, leur cousin, était perçu par les Parisiens comme un grand absent.
Michel Gallet, Les Architectes français du XVIIIe siècle

Al llevar a cabo este trabajo, Moreau-Desproux tuvo que componer con Contant d'Ivry, arquitecto del duque de Orleans, encargado en el mismo momento de modernizar las disposiciones interiores y el patio del jardín. Fontaine, en su obra sobre las Résidences des souverains, evocó los: 

desordenes e [...] irregularidades a los que puede haber dado lugar la disposición singular de dos voluntades independientes y necesariamente opuestas
désordres et [...] irrégularités auxquels a pu donner lieu le singulier arrangement de deux volontés indépendantes et nécessairement opposées.

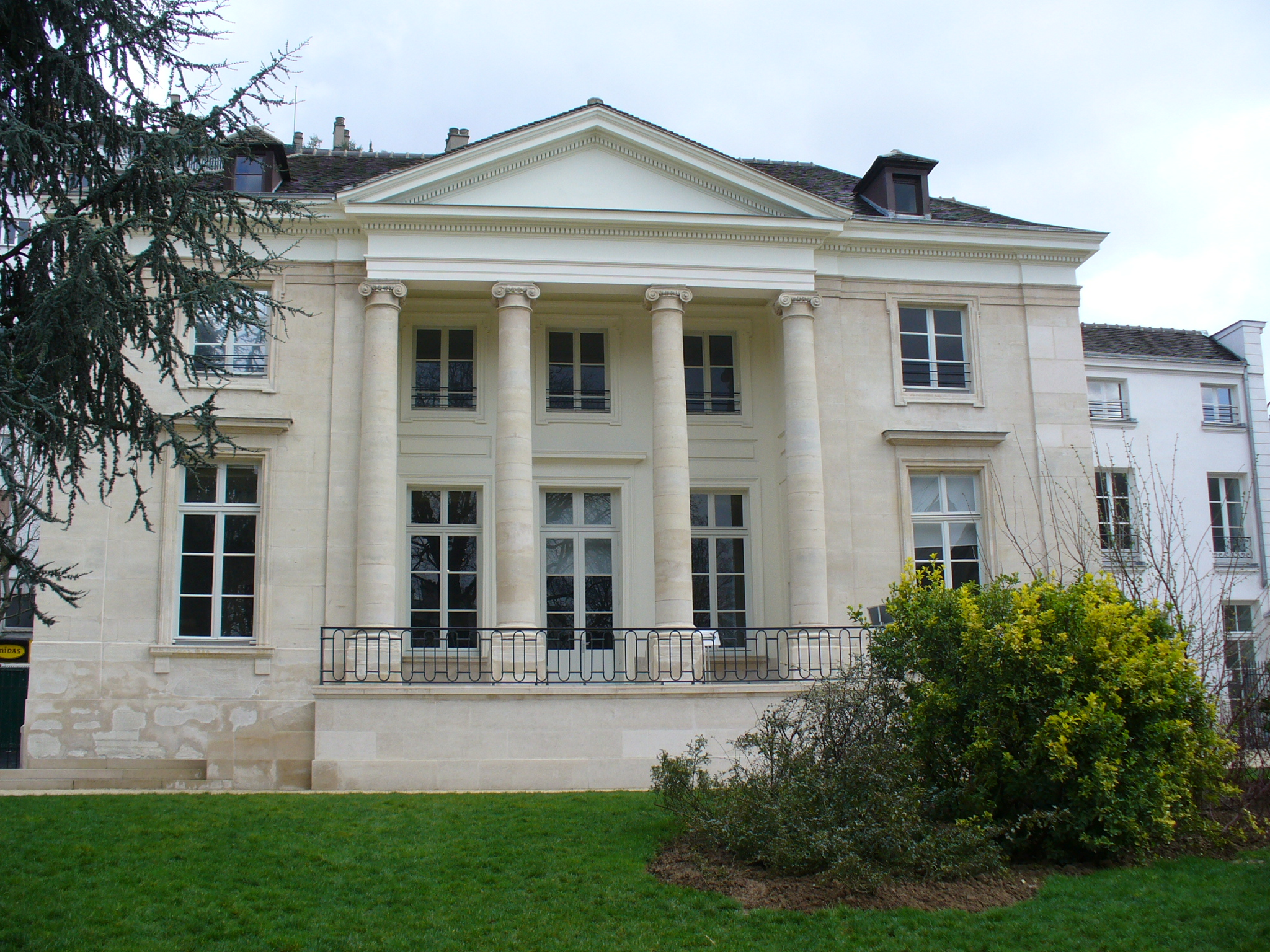
Pavillon Carré de Baudouin, ca. 1770

- Pavillon Carré de Baudouin, 119-121, rue de Ménilmontant, París (XX Distrito), ca. 1770: Nicolas Carré de Baudouin había heredado en 1770 esta folie construida unos años antes, le pidió a Moreau Desproux para ponerlo al gusto del día dotandola de una fachada de inspiración palladiana con fronton y pórtico de columnasjónicas. Este pabellón habría sido habitado por los Favart, después fue en el siglo XIX la residencia de campo de los Goncourt.

La ordenanza es la de la villa Ragona en los Guizzole, grabada en el segundo libro de Palladio; pero las proporciones estiradas en el sentido horizontal, tal vez para adaptarse a un edificio ya construido, son más bien las de villa Emo en Fanzolo; sin embargo, la asimilación del espíritu de Palladio aparece en Moreau menos completa que en sus cuñados Marie-Joseph y Antoine-François Peyre. Con este pabellón apareció en París la moda de las casas-templo cuya apariencia inusual y pretenciosa irritaba al moralista Dulaure.
L'ordonnance est celle de la villa Ragona aux Guizzole, gravée au second livre de Palladio ; mais les proportions étirées dans le sens horizontal, peut-être pour s'adapter à un bâtiment déjà construit, sont plutôt celles de la villa Emo à Fanzolo ; cependant, l'assimilation de l'esprit palladien apparaît chez Moreau moins complète que chez ses beaux-frères Marie-Joseph Peyre
Marie-Joseph et Antoine-François Peyre. Avec ce pavillon apparut à Paris la mode des maisons-temples dont l'aspect insolite et prétentieux irritait le moraliste Dulaure.Michel Gallet, Les Architectes français du XVIIIe siècle, p. 374-375.

- Hôtel de Gontaut-Biron, rue Louis-le-Grand, París (I Distrito), 1772, destruido: Hôtel compuesto por una planta baja construida à l'italienne para la marquesa de Gontaut, grabado en la colección de Krafft y Ransonnette (1770-1800).
- Hôtels llamados de Plessis-Bellière (n.º 6) y Cartier (n.º 8), place de la Concorde, París (VIII Distrito), 1775: estos dos hôtels con vistas a la columnata del edificio diseñado por Ange-Jacques Gabriel en el lado oeste de la plaza de la Concordia fueron construidos por Moreau-Desproux el primero de uno de sus amigos, Rouillé de l'Estang y el segundo para el mismo. Fueron reunidos después de 1901 para el Automobile Club de France y transformados en 1912 por el arquitecto Gustave Rives. Los dibujos originales de Moreau se han conservado.
- La Chaumière, Essonnes, 1792, destruido: para el poeta Jacques-Henri Bernardin de Saint-Pierre y su esposa nacida Felicite Didot, amigos de Jean-François Ducis, cuñado de Moreau-Desproux, este dio los planos de una casa que solo se completó en 1795, después de la muerte del arquitecto. La casa, construida en una isla de Essonnes, fue demolida en diciembre de 1974.[28]